# Anopterus
Anopterus maleni rod dvosupnica iz porodice eskalonijevki (Escalloniaceae) raširen u Australiji i Tasmaniji. Sastoji se od dvije vrste manjeg drveća ili grmlja. Vrsta A. macleayanus raste u Queenslandu i New South Walesu na jugu Australije, a može narasti do 15 metara visine. Opisao ga je 1859 Ferdinand von Mueller, i imenovao po W. Macleay. 
Druga vrsta A. glandulosus endem je na jugu i jugozapadu Tasmanije, i također se može javiti kao grm ili manje drvo. Opisan je u Novae Holl. Pl. Spec. 1: 85. 1805.

## Vrste
1. Anopterus glandulosus Labill.
2. Anopterus macleayanus F.Muell.